# Free Basics by Facebook
Free Basics by Facebook (antes Internet.org) es una asociación entre Facebook y proveedores de servicios de Internet móvil (ISP) que pretende dar acceso gratuito a una selección de sitios webs mediante una aplicación móvil, con la finalidad de aumentar la penetración de Internet en países en desarrollo. La iniciativa ha sido implementada en países con economías emergentes en África, Asia y América Latina, recibiendo críticas por contravenir el principio de la neutralidad de la red al emplear el modelo de tasa cero (zero-rating).

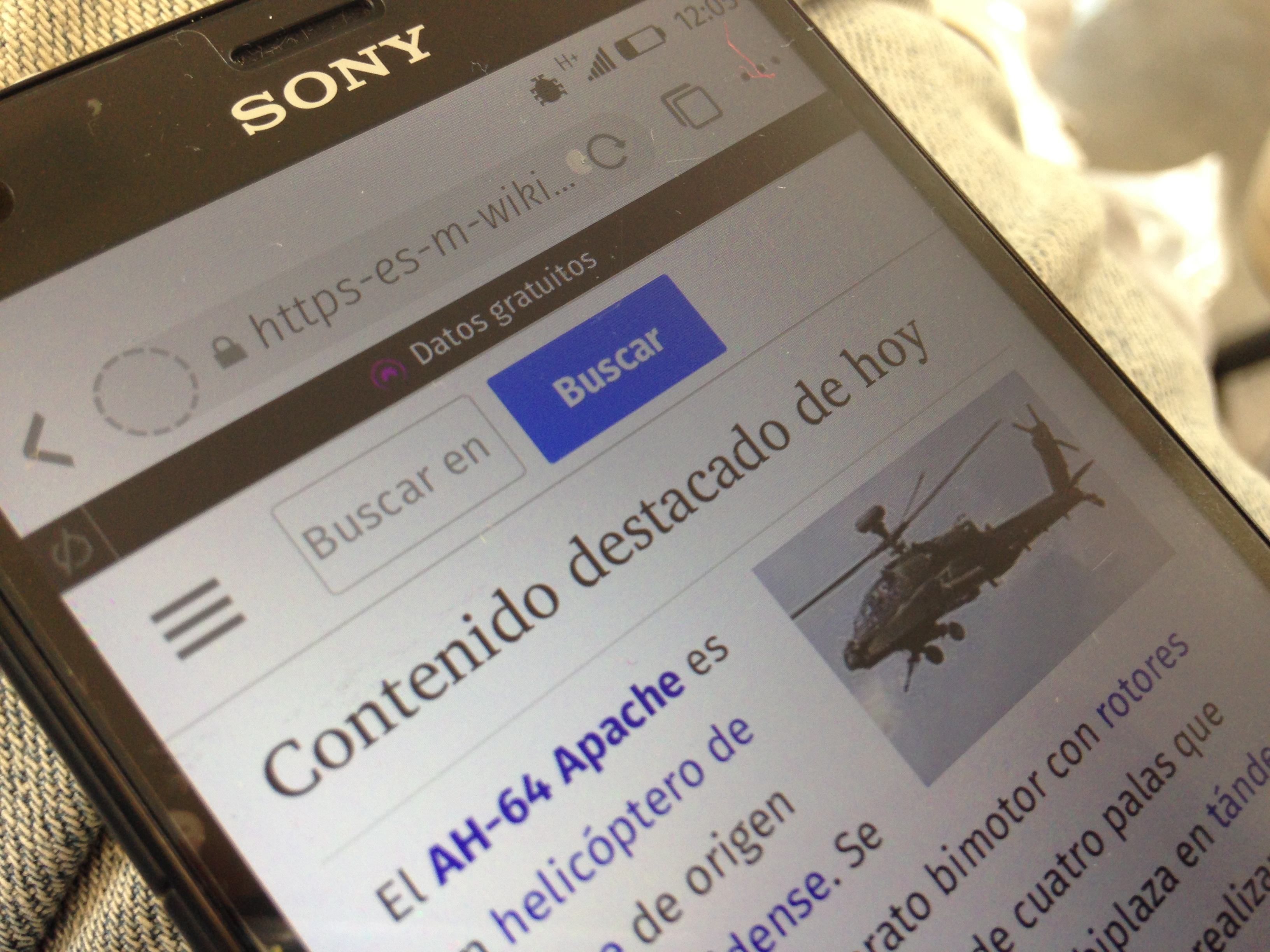
Wikipedia mostrada sin costo con un paquete de Free Basics en México

El 26 de septiembre de 2015, Facebook anunció el cambio de nombre de la aplicación móvil y la web de Internet.org a Free Basics by Facebook, para distinguirla de otros proyectos de la iniciativa.

## Historia

### Lanzamiento
Internet.org fue lanzado el 20 de agosto de 2013. En el momento del lanzamiento, el fundador de Facebook Mark Zuckerberg publicó un libro de diez páginas donde había escrito sobre su elaboración. En el libro, escribió que Internet.org fue un paso más en la dirección de las iniciativas anteriores de Facebook, tales como Facebook Zero, para mejorar el acceso a Internet para las personas de todo el mundo. También dijo que "la conectividad es un derecho humano". Un artículo de TechCrunch  sobre el lanzamiento de Internet.org lo compara con Project Loon de Google.

### Cumbre Internet.org
La primera cumbre Internet.org se celebró el 9 y 10 de octubre de 2014 en Nueva Delhi, India. El objetivo principal de esta cumbre fue reunir a expertos, funcionarios y líderes de la industria para centrarse en la manera de ofrecer más servicios de internet para las personas en otros idiomas aparte del Inglés. Mark Zuckerberg también se reunió con el Primer ministro indio Narendra Modi para hablar de como Facebook y el gobierno de la India pueden colaborar en Internet.org.

### Funcionamiento
Kenia, Tanzania, Indonesia, Colombia y Guatemala han sido los primeros países en el mundo en adoptar Internet.org. Los usuarios que descargan la aplicación android Internet.org, para el caso de Colombia y Guatemala podrán navegar por medio del operador Tigo en Wikipedia, Facebook, Accuweather, MAMA, Girl Effect, Unicef, Mitula, Su Dinero, 24 Symbols, Tambero.com, Icfes, UN Women, Agronet, el portal de Reparación Integral de Víctimas y 1doc3 sin tener que pagar costos por navegación de Internet.

## Participantes
- Julio de 2014: Zambia.
- Octubre de 2014: Tanzania.
- Noviembre de 2014: Kenia.
- Enero de 2015: Colombia, con Tigo Colombia y en 2018 con Claro Colombia y Avantel
- Enero de 2015: Ghana, con Airtel.
- 10 de febrero de 2015: India con Reliance Communications. El servicio fue permanentemente suspendido por TRAI un año después.
- 18 de marzo de 2015: Filipinas con Smart Communications.
- 31 de marzo de 2015: Guatemala con Tigo.
- 20 de abril de 2015: Indonesia con Indosat.
- 10 de mayo de 2015: Bangladésh con Robi.
- 13 de mayo de 2015: Malaui con TNM y Airtel.
- 28 de mayo de 2015 y 26 de marzo de 2016: Pakistán con Telenor Pakistan y Zong Pakistan respectivamente.
- 5 de junio de 2015: Senegal con Tigo.
- 19 de junio de 2015: Bolivia con VIVA.
- 22 de junio de 2015: Angola con Movicel.
- 1 de julio de 2015: Sudáfrica con Cell C.
- 29 de julio de 2015: Panamá con Digicel Panamá.
- 18 de octubre de 2015: Egipto con Etisalat - Servicio terminado por la NTRA.
- 16 de diciembre de 2015: Irak con Korek Telecom.
- 10 de mayo de 2016: Nigeria con Airtel Africa.
- 2 de junio de 2016: Madagascar con Bip
- Junio de 2016: Birmania con Myanma Posts and Telecommunications
- Marzo de 2017: Argelia con Ooredoo.
- Abril de 2017: Bielorrusia con life:)
- 2015 : México con Virgin Mobile.

## Críticas
El proyecto de Internet.org ha recibido críticas a nivel mundial por ser considerado contrario al principio de la neutralidad de la red, atentar contra la privacidad de los usuarios y generar un sistema de "castas" entre usuarios de primera y segunda categoría. El proyecto ha sido cuestionado en países como India, Indonesia, Brasil, Colombia, Bolivia y Panamá, así como una declaración por parte de organizaciones civiles de América Latina durante la reunión preparatoria rumbo al Foro de Gobernanza de Internet de 2015 (LACIGF8).

### India
En abril de 2015, un grupo de empresas en India criticó la implementación de Internet.org en su país debido a que se violaba la neutralidad de la red. El conglomerado de medios Times Group señaló en un comunicado que se separaba de la iniciativa. También las compañías Flipkart, Cleartrip, NewsHunt y NDTV abandonaron Internet.org. En respuesta, Mark Zuckerberg publicó una columna en la que niega que su proyecto sea contrario a la neutralidad de la red, argumentando que "siempre es mejor tener un poco de acceso y voz a no tenerlo."
En respuesta, Internet.org fue calificado como "un internet pobre para personas pobres", debido a que fomenta el "racismo económico" al confundir "a cientos millones de usuarios de mercados emergentes que Internet y Facebook son uno y son lo mismo."
Naveen Patnaik, ministro de Odisha, declaró al organismo regulador que “mientras las personas sin privilegios merecen mucho más de lo que tiene disponible, nadie debería decidir sobre cuáles son exactamente sus requerimientos. Si dictas qué es lo que los pobres obtienen, les quitas su derecho a elegir lo que es mejor para ellos”. Por su parte, el partido Aam Aadim indicó que "el partido cree que la inventiva juventud de este país nos dará el siguiente Google, Facebook o Whatsapp. Sin embargo, si algunos sitios web, aplicaciones o servicios son ofrecidos de forma gratuita o a mayores velocidades, el balance se mueve hacia los jugadores establecidos con bolsillos más profundos, lo que mata a las startups jóvenes que emanarán de este ecosistema."
En mayo de 2015, el gobierno de India emitió un informe con recomendaciones sobre neutralidad de la red en el país en el que señala que iniciativas como Internet.org pueden incentivar el bienestar del consumidor en el corto plazo, pero que "la distorsión en los mercados de contenidos podría resultar en un inmenso daño en la materia prima de la economía de Internet, además de afectar la diseminación de la innovación."
En diciembre de 2015, el organismo regulador de telecomunicaciones de India (TRAI, por sus siglas en inglés) lanzó una consulta pública sobre oferta tarifas diferencialess en servicios de datos. Esta regulación afectaría a las operadoras que ofrecieran planes de tarifa cero (zero-rating), así como a la aplicación de Free Basics. Por tal motivo, el 23 de diciembre la TRAI ordenó a la operadora Reliance Communications suspender el servicio de Free Basics.

### Brasil
Durante la Cumbre de las Américas de 2015, celebrada en la Ciudad de Panamá, Panamá, Mark Zuckerberg se reunió con la presidenta de Brasil, Dilma Rousseff. Tras la reunión, Dilma anunció un acuerdo con Facebook para implementar Internet.org en el país, causando controversia por la incongruencia del proyecto con el principio de la neutralidad de la red defendido en el Marco Civil de Internet.
Después del anuncio, un conjunto de 34 organizaciones civiles y activistas enviaron una carta a la presidencia pidiéndole que reconsidere el acuerdo, calificando a Internet.org de violar los derechos a la privacidad, libertad de expresión y neutralidad de la red. En junio de 2015, el gobierno brasileño creó una comisión para analizar la implementación de Internet.org en el país.
Kevin Martin, vicepresidente de políticas de acceso móvil y global de Facebook, señaló que Brasil era candidato a probar la tecnología de acceso a Internet a través de drones.

### Panamá
En abril de 2015, el presidente panameño Juan Carlos Varela anunció junto con Mark Zuckerberg la llegada de Internet.org al país. La aplicación fue presentada oficialmente el 29 de julio, con la empresa Digicel como proveedor móvil.
El Instituto Panameño de Derecho y Nuevas Tecnologías (IPANDETEC) encabezó una campaña para solicitar al gobierno de Panamá que reconsiderara a la Red Nacional Internet (RNI) como alternativa a Internet.org, además de señala que el acuerdo entre el gobierno y la empresa Digicel se hizo sin la aprobación de la entidad regulatoria y sin conocimiento de los otros proveedores de servicios de Internet móvil.

A estas alturas, ya sabemos que Facebook no está haciendo caridad, está realizando un negocio que está matando las iniciativas sociales y educativas que buscan llevar internet gratuito real. Nuestros gobiernos tienen la obligación de defender nuestros intereses, crear políticas que prohíban a estas empresas el crear formas de impedir que todos nosotros tengamos acceso completo a la información.
IPANDETEC, mayo de 2015